# Yuri Istomin
Yuri Vasylyovych Istomin - em ucraniano, Юрій Васильович Істомін (Kharkiv, 3 de julho de 1944 - 6 de fevereiro de 1999) - foi um futebolista ucraniano que atuava como defensor.
Na era soviética, seu nome era russificado para Yuri Vasilyevich Istomin (Юрий Васильевич Истомин, em russo).

## Carreira
Yuri Istomin fez parte do elenco da Seleção Soviética de Futebol, da Euro de 1968 e 1972.